# Stornello
El stornello (en plural stornelli) o estornelo (traducido puristamente al español castellano: estornino) es un tipo de poesía improvisada muy simple (con repetición de sílabas y nombres o motes del lenguaje popular) con un argumento amoroso o satírico cercano al de la filastrocca.

Fue muy usado en la poesía popular de la Italia central entre los siglos XII y siguientes. El stornello es típico de la Italia central, en particular de la Toscana, el Lacio y las Marcas (Le Marche); posteriormente y con bastante éxito este tipo de poesía se ha difundido en el Mezzogiorno (Italia meridional).
Según algunos historiadores de la literatura de la música, el término stornello derivaría de la usanza de cantar a storno ("esquivando") y a rimbalzo ("rebotando") palabras de un lado al otro (de un cantor oponente respondido por el otro cantor oponente).
Este tipo de composición está constituido de un número impreciso de estrofas de una estructura muy simple. Cada estrofa está frecuentemente constituida por tres versos:
El primer verso es pentasílabo y generalmente contiene la invocación a una flor (en italiano un fiore), los otros dos son endecasílabos de los cuales el primero se encuentra en consonacia y el segundo rima con el verso de apertura.

Generalmente este tipo de composición es acompañado con música y cantado.
Un ejemplo típico de stornello "con fiore" ("con flor", en el cual la base de la rima es la palabra giaggiolo, "gladiolo") es el siguiente:

«Fior di giaggiolo,
Gli angeli belli stanno a mille in cielo, Ma bello come lui ce n'è uno solo. / Flor de gladiolo,
Los ángeles bellos son a millar en el cielo, Pero bello como él sólo hay uno solo.»
Tozzetti e Menasci - Cavalleria rusticana)

El estornello no debe confundirse pese a la paronomasia con la stornella romañola.

## Estornelos romanos o stornelli romani, también llamados stornelli romaneschi
Los estornelos o stornelli romanos nacen de la improvisación del estro de un momento, obtienen su fuerza de la autenticidad y de la genuinità (genuinidad) o lo genuino de todo el pueblo; por ello son inmediatos (repentismos) y breves, cantados entonces por los compoblanos como un “sfottò” (desahogo) de balcón a balcón, o dramáticamente interpretados por los encarcelados en la Cárcel de Regina Coeli eran retomados y trasladados por los cantores de calle (cantori di strada), por los carreros y vendedores ambulantes desde la Roma (medieval) a los pueblos vecinos. 
Muchas veces ante la situación opresiva o miserable los stornelli funcionaban como formas de descarga o "válvula de escape" para el pueblo romano medieval y contemporáneo respecto a su muy sufrida situación cotidiana.
Un pintoresco aspecto y popular de este género poético y musical de la cotidiana vida está ligado a la pasión por la diversión, la battuta (la broma e ironía) y la tavola (mesa de comida o sino mesa donde se consumen amaros); Entonces si el vino hace cantar, hace en ocasiones nacer una alegría gritada (de “fuori porta”/puertas afuera de la propia vivienda) o en ocasiones en forma de serenata.
Por otra parte los estornelos (stornelli) pueden ser una forma típicamente romana de insultarse basándose en la vicisitud y en el juego atendiendo al fin de la estrofa sin reaccionar para luego responder con una ironía o con un sarcasmo a la irónica " cortesía" que comenzó el debate.
Los estornelos o estorninos son a pesar de su forma, típicamente romana, de insultar a los demás y la base del juego es que esperar hasta el final de la estrofa sin reaccionar a continuación, devolver la "cortesía" conscientemente de ser capaz de concluir en las "respuestas" a tales cancioncillas de lucha.
Su autenticidad permaneció intacta por lo menos hasta finales del siglo XIX; en tal periodo comenzó a ser objeto de investigaciones y transcripciones. Pero no fue sino en la doppoguerra (postguerra) de la Segunda Guerra Mundial con los festivales que esta expresión cultural romana e ítalo central adquirió difusión en toda Italia, de este modo los stornelli (estornelos) tornaronsé en signos de un romanesco unificador en los términos del lenguaje y de los viajes al exterior de los italianos en la década de los 1950; todo esto es notable a partir de la televisión pública masiva en Italia y algunos grandes importantes intérpretes de la música romana y, en general, italiana.

## Ejemplo
De uno de los más célebres stornelli (Roma non fa la stupida stasera):

## Estornelos salentinos
En la región sudeste de la Península itálica y más precisamente en el Salento el stornello se usa por para denotar contrastes (es decir, como una tomadura de pelo) o, por lo contrario, como canto-poesía amorosa. En la Grecia Salentina (extremo sureste de la Apulia) son en particular cancioncillas en lengua grika cantadas por la población grecófona salentina.

### Principales intérpretes
- Claudio Villa
- Gabriella Ferri
- Lando Fiorini
- Nino Manfredi
- Renato Rascel

### Principales estornelos / stornelli
- A li mortacci tua ( (Deshonrados ancestros muertos)  tuyas)
- Barcarolo romano (Barcarola romana)
- Daje de tacco (Toque de talón)
- La Società de Magnaccioni (La Sociedad de grandes comedores)
- Le osterie (Las hosterías)
- Me pizzica me mozzica (Me pellizca, me muerde)
- Osteria dell’Appia Ântica (Hostería de la Apia Antigua)
- Più semo e mejò stamo (Más somos y mejor estamos)
- Roma nun fa La stupida stasera (Roma no seas estúpida esta noche)
- Semo gente de borgata (Somos gente de municipio [o burgo])
- Semo Romani e volemo cantà (Somos romanos y queremos cantar)
- Tanto pe’ cantà (Mucho por cantar)
- Te c’hanno mai mandato a quer paese (No te han mandado jamás a cualquier pueblo)
- ‘Na gita a li Castelli (Un viaje a los castillos)
- Vecchia Roma (Vieja Roma)